# عبود روجو
عبود روجو محمد (بالإنجليزية: Aboud Rogo)‏ (ت. 1433 هـ / 2012 م) هو رجل دين كيني ، يتهم بدعم حركة الشباب الصومالية.
كانت الولايات المتحدة والأمم المتحدة قد فرضتا عقوبات على عبود روجو. قتل في 27 آب 2012 م بعد أن أُطلق عليه النار من سيارة مرت بجنبه في مدينة مومباسا. أدى مقتله إلى اضطرابات واحتجاجات أدت إلى إصابة العشرات.